# Le paon vole au sud-est
Le paon vole au sud-est ou Kongque dongnan fei (chinois : 孔雀東南飛) est l'une des plus célèbres ballades populaires de la dynastie Han, au début du IIIe siècle.
Elle raconte en plus de trois cents vers l'histoire d'un jeune homme qui doit abandonner sa femme car sa mère ne l'aime pas. L'épouse répudiée est forcée d'accepter un nouveau mariage par sa famille. Elle se suicide alors. Peu après son ancien époux fait de même, en se pendant à un arbre.
Dans certaines éditions une préface fait référence à un fait divers qui se serait produit durant l'ère Jian'an (196-219) et qui serait à l'origine de la ballade.

Les deux vers introductifs ne prennent leur sens qu'à la fin de la ballade. C'est en effet au sud-est du jardin que l'époux se pend. 

« Le paon vole vers le sud-est
Et décrit un cercle toutes les cinq lieues. »

— trad. Jacques Pimpaneau.

## Traduction
- Le Paon, trad. Tchang Fong, Jouve & Cie, 1924 [lire en ligne] sur chineancienne.fr
- Jacques Pimpaneau, Chine. Littérature populaire. Chanteurs, conteurs, bateleurs, Philippe Picquier, 1991, p. 59-71.
- Jacques Pimpaneau, Anthologie de la littérature chinoise classique, Arles, Éditions Philippe Picquier, 2004, p. 244-255.